# Gökhan Emreciksin
Gökhan Emreciksin (ur. 10 września 1984 w Stambule) – turecki piłkarz grający na pozycji bocznego pomocnika w klubie Elazığspor. Wcześniej grał w takich klubach jak: Bandırmaspor, Boluspor, MKE Ankaragücü, Fenerbahçe SK, Kayserispor, Vestel Manisaspor i Konyaspor.